# 雞餓遊戲
是一部基於《飢餓遊戲》的2013年美國惡搞電影，由傑森·佛雷與亞倫·塞茲執導。主演是瑪雅拉·沃許、科迪·克里斯蒂安、布蘭特·道格爾迪、蘿倫·鮑爾斯和狄爾里奇·巴德。本片是第一部佛雷和塞茲長期合作夥伴關係的獨立發行電影。由Ketchup Entertainment公司同步地在電影院和視頻點播上公映。
本片於2013年11月8日上映，在商業上和評價上失敗。

## 演員
- 瑪雅拉·沃許（英语：Maiara Walsh） 飾 Kantmiss Evershot
- 科迪·克里斯蒂安 飾 Peter Malarkey
- 布蘭特·道格爾迪 飾 Dale
- 蘿倫·鮑爾斯（英语：Lauren Bowles） 飾 Effoff
- 狄爾里奇·巴德 飾 總統Snowballs

## 反響
本片得到壓倒性的負面評價。評論聚合網站爛番茄根據9位評論家的評價，給了本片0％的評分。

## 外部連結
- 互联网电影数据库（IMDb）上《雞餓遊戲》的资料（英文）
- 爛番茄上《雞餓遊戲》的資料（英文）